# Кревсун, Александр Витальевич
Александр Витальевич Кревсун (2 июня 1980, Караганда — 4 июля 2002, Тольятти, Самарская область) — российский и казахстанский хоккеист, правый нападающий.

## Биография
Воспитанник казахского хоккея. В 1995 году переехал в Тольятти, где продолжил тренировки в местной «Ладе». Однако в основной состав команды не попал, проведя в ней всего три матча. Играл в фарм-клубе, затем в ЦСК ВВС и «Крыльях Советов».
В 1999 году был выбран на драфте НХЛ клубом «Нэшвилл Предаторз» в четвёртом раунде под номером 124. Год провёл в низших североамериканских лигах, после чего вернулся в Россию. В сентябре 2001 года был приглашён в тренировочный лагерь «Нэшвилла», в начале октября прибыл на просмотр в новокузнецкий «Металлург». Газета «Советский Спорт» сообщала, что он провёл сезон в клубе канадской юниорской лиги OHL «Оттава Сиксти Севенс», однако официальная статистика этой команды не содержит данных об этом игроке.

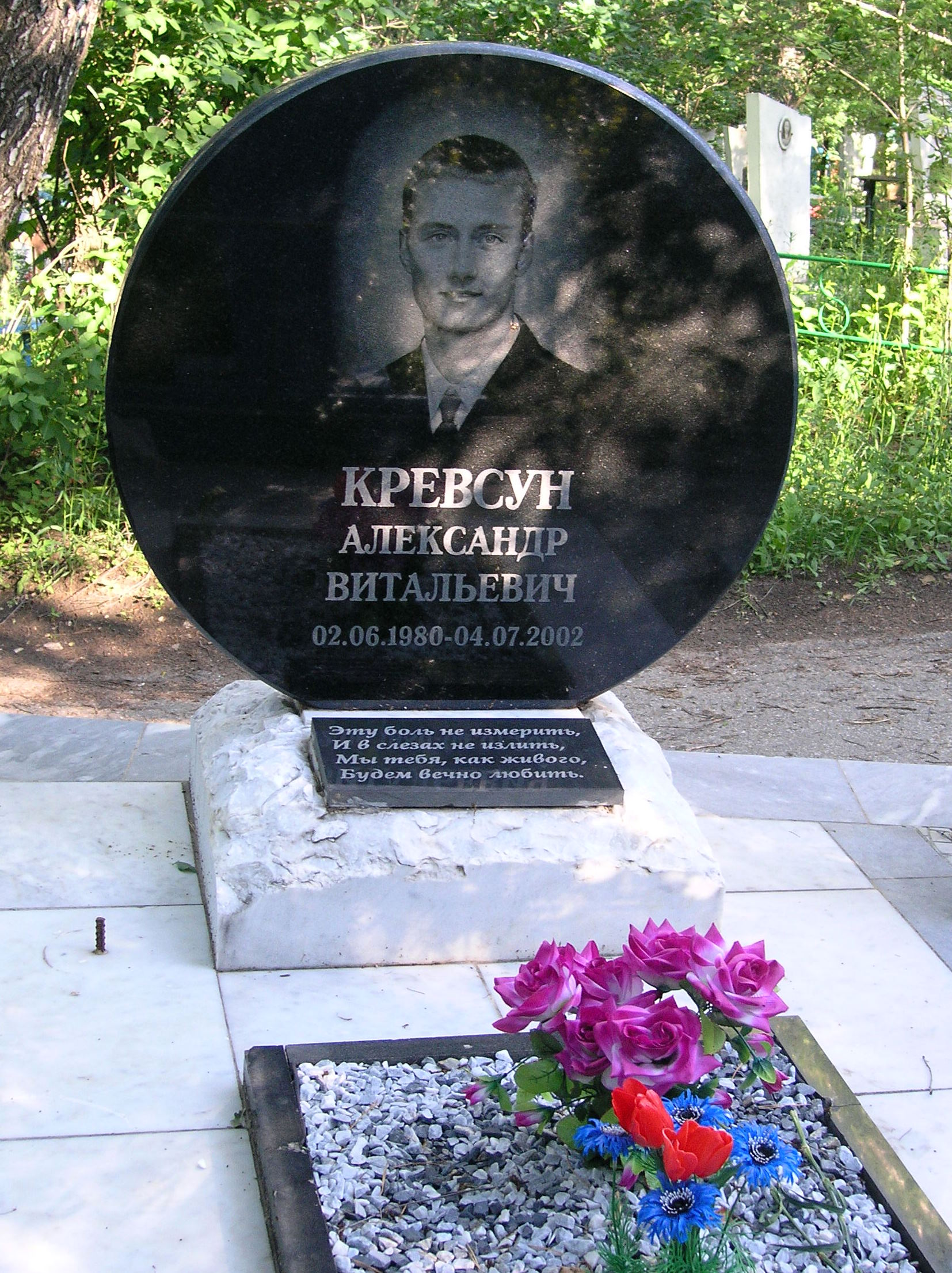
Могила

Летом 2002 года попросился в команду ЦСК ВВС, куда и был отправлен на смотр. Во время 10-километрового кросса внезапно потерял сознание. Был срочно госпитализирован сначала в больницу посёлка Шигоны, затем перевезен в 5 городскую больницу Тольятти. Однако на следующий день скончался от отёка мозга.
Похоронен на Баныкинском кладбище Тольятти. Был женат. Имел сына и дочь.

## Статистика

### Клубная карьера
|         |                  |             | Регулярный сезон | Регулярный сезон | Регулярный сезон | Регулярный сезон | Регулярный сезон | Плей-офф | Плей-офф | Плей-офф | Плей-офф | Плей-офф |
| Сезон   | Команда          | Лига        | Игр              | Г                | П                | Очк              | Штр              | Игр      | Г        | П        | Очк      | Штр      |
| ------- | ---------------- | ----------- | ---------------- | ---------------- | ---------------- | ---------------- | ---------------- | -------- | -------- | -------- | -------- | -------- |
| 1996/97 | Лада             | РСЛ         | 2                | 0                | 0                | 0                | 0                | 0        | 0        | 0        | 0        | 0        |
| 1997/98 | Лада-2           | Первая лига | 37               | 10               | 5                | 15               | 24               | --       | --       | --       | --       | --       |
|         | Лада             | РСЛ         | --               | --               | --               | --               | --               | 1        | 0        | 0        | 0        | 0        |
| 1998/99 | Лада-2           | Первая лига | 24               | 10               | 4                | 14               | 30               | --       | --       | --       | --       | --       |
|         | ЦСК ВВС-2        | Первая лига | 8                | 4                | 0                | 4                | 4                | --       | --       | --       | --       | --       |
|         | ЦСК ВВС          | РСЛ         | 6                | 0                | 2                | 2                | 4                | 2        | 0        | 0        | 0        | 0        |
| 1999/00 | ЦСК ВВС          | РСЛ         | 2                | 0                | 0                | 0                | 0                | --       | --       | --       | --       | --       |
|         | Лада-2           | Первая лига | 29               | 10               | 4                | 14               | 24               | --       | --       | --       | --       | --       |
|         | Крылья Советов   | РВЛ         | 18               | 2                | 2                | 4                | 24               | --       | --       | --       | --       | --       |
| 2000/01 | Нью-Орлеан Брасс | ECHL        | 48               | 8                | 13               | 21               | 24               | 4        | 0        | 0        | 0        | 0        |
|         | Милуоки Эдмиралс | ИХЛ         | 1                | 0                | 0                | 0                | 0                | --       | --       | --       | --       | --       |

### Международные соревнования
| Год                   | Сборная               | Турнир                | Место                 |   | И | Г | П | О | Штр |
| --------------------- | --------------------- | --------------------- | --------------------- | - | - | - | - | - | --- |
| 2000                  | Казахстан (мол.)      | МЧМ (до 20)           | 8                     | 7 | 1 | 2 | 3 | 6 |     |
| Всего (юниор. и мол.) | Всего (юниор. и мол.) | Всего (юниор. и мол.) | Всего (юниор. и мол.) | 7 | 1 | 2 | 3 | 6 |     |